# Brankówka
Brankówka – wieś w Polsce położona w województwie kujawsko-pomorskim, w powiecie grudziądzkim, w gminie Grudziądz.

## Podział administracyjny
W latach 1975–1998 miejscowość administracyjnie należała do województwa toruńskiego. Wchodzi w skład sołectwa Sosnówka-Brankówka.

## Demografia
Według Narodowego Spisu Powszechnego (III 2011 r.) wieś liczyła 108 mieszkańców. Jest 27. co do wielkości miejscowością gminy Grudziądz.